# Шуленбаев, Жанарбек
Жанарбек Шуленбаев (каз. Шүленбаев Жанарбек; 1 мая 1932 год, село Косагаш, Чубартаусский район, Семипалатинская область, Казахская ССР) — колхозник, чабан колхоза имени Валиханова, Герой Социалистического Труда (1976).

## Биография
Родился в селе Косагаш Чубартаусского района Семипалатинской области (сегодня — Аягозский район Восточно-Казахстанской области). В 1944 году вступил в колхоз «Косагаш». После окончания курсов трактористов работал с 1950 года по 1953 год на Баканасской МТС. С 1957 года по 1968 год работал трактористом в колхозе имени Валиханова. В 1959 году вступил в КПСС.
С 1968 году был назначен старшим чабаном колхоза. Под руководством Жанарбека Шуленбаева находилась молодёжно-комсомольская бригада чабанов под названием «Тулпар», которая ежегодно выращивала 125—137 ягнят от 100 овцематок и сдавала баранины в среднем по 51 килограмм с каждой овцы при запланированных 38 килограммов. За этот доблестный труд Жанарбек Шуленбаев был удостоен в 1976 году звания Героя Социалистического Труда.
В 1979 году был избран депутатом Верховного Совета СССР 10 созыва. В 1980 году издал в Алма-Ате книгу «Путь к успеху». В настоящее время проживает в селе Косагаш Аягозского района Семипалатинской области.
Депутат Верховного Совета СССР 10 созыва.

## Сочинения
- «Ключ к успеху [рассказ бригадира овощеводческой бригады „Тулпар“ совхоза имени Ч. Валеханова Чубартаусского района Семипалатинской области]», Алма-Ата, Кайнар, 1981, 112 стр.[1]

## Награды
- Герой Социалистического Труда (1976);
- Орден Ленина (1976).
- Орден «Знак Почёта»;
- Орден Трудового Красного Знамени;
- Медаль «За освоение целинных земель».
- Лауреат Государственной премии Казахской ССР (1976).